# Phare Capão da Marca
Pour les articles homonymes, voir Capão.
Le phare Capão da Marca se situe sur le bord de la Lagoa dos Patos, à environ 11 km au sud-ouest de la municipalité de Tavares (dont il dépend), dans l'État du Rio Grande do Sul, au Brésil.
Ce phare est la propriété de la Marine brésilienne  et il est géré par le Centro de Sinalização Náutica e Reparos Almirante Moraes Rego (CAMR) au sein de la Direction de l'Hydrographie et de la Navigation (DHN).

## Histoire
Inauguré en 1849 par l'empereur Dom Pedro II, il revêt un intérêt historique, puisqu'il fut le premier phare construit dans la Province du Rio Grande do Sul de l'époque.
Il ne fonctionne actuellement plus.
Identifiant : ARLHS : BRA127 ; BR4472 - Amirauté : G0631.2 - NGA :18957 .

## Caractéristique dufeu maritime
- Fréquence sur 10 secondes : 
  - Lumière : 2 secondes
  - Obscurité : 8 secondes

### Sources
- (pt) Documents de la bibliothèque de l'Assemblée législative du Rio Grande do do Sul, Porto Alegre.